# Acció Nacionalista Valenciana
|  | Per a altres significats, vegeu «Accio Nacionalista Valenciana». |

Acció Nacionalista Valenciana (ANV) fou un partit nacionalista valencià fundat l'agost de 1933 de tendència catòlica, format per jóvens valencianistes i membres de major edat procedents de l'Agrupació Valencianista de la Dreta, entitat que congregava els valencianistes de la Dreta Regional Valenciana. Des de maig de 1934 fins al mateix 18 de juliol de 1936, ANV publicà 112 números del setmanari Acció, en el qual es feien campanyes a favor de l'Estatut d'autonomia, es resseguia l'actualitat política valenciana, espanyola i internacional, denunciant tant el feixisme italià com el nazisme alemany o el comunisme soviètic. El seu setmanari arreplegava també les notícies al voltant dels moviments nacionalistes, no sols de Catalunya o el País Basc, sinó també d'Irlanda, Bretanya, Occitània, etc. Acció feia un seguiment destacat dels moviments socialcristians belgues, del líder democratacristià Luigi Sturzo i de les primeres manifestacions del personalisme comunitari francés.
La seua ideologia s'inscrivia en l'òrbita d'una incipient democràcia cristiana de caràcter valencianista. Els seus referents polítics eren Unió Democràtica de Catalunya i el Partit Nacionalista Basc, amb el qual mantenien relacions privilegiades. També existia una bona sintonia amb la Dreta Regional Valenciana, especialment amb el seu líder Lluís Lúcia i Lúcia, encara que discrepaven del regionalisme de la DRV i apostaven obertament pel nacionalisme valencià. Així, ANV defensava l'existència de la personalitat nacional valenciana i reclamava constantment un estatut d'autonomia per al País Valencià. Una de les seues iniciatives més reeixides fou la commemoració de la «Diada de Dol Nacional» per a recordar la desfeta d'Almansa, el 25 d'abril de 1707. En juny de 1935 canvià de nom per Acció Valenciana. El primer president del partit fou Antoni Senent Micó que fou substituït, posteriorment, per Josep Vila Cabanes. Entre els membres més significatius de l'organització destaquen també Ricard Sanmartín Bargues, els germans Xavier i Vicent Casp, Robert Moròder o Miquel Adlert. Comptaren amb les simpaties i la col·laboració de coneguts valencianistes com Carles Salvador, Josep Giner o Nicolau Primitiu. Es va dissoldre als inicis de la guerra civil espanyola, el local fou confiscat per la UGT de la neteja pública, i algun dels seus membres, com Josep Maria Esteve i Victòria, foren afusellats.
Només acabar la guerra, Xavier Casp, Miquel Adlert, Josep Sanç Moya, Josep Vila Cabanes i Ricard Sanmartín Bargues, que foren expulsats de Lo Rat Penat per separatistes, intentaren reconstruir el grup en forma de societat folklòrica, però foren denunciats al governador civil, qui va prohibir definitivament la societat el març de 1940.